# 美国皂荚
美国皂荚（学名：Gleditsia triacanthos；英语：Honey locust）为豆科皂荚属的一种乔木，高度在20-30米之间，原产于北美洲中部，多生在溪边和低地潮湿肥沃的土壤上，但实际上适应性很强，引种于世界各地之后在一些地方成为了入侵物种。

## 入侵物种
这种植物在澳大利亚属于入侵物种，它们形成的树丛会毁掉畜牧业必须的草原，围绕河流生长的、枝条和树干都带着长刺的美国皂荚阻挡了喝水的动物，汽车轮胎都有可能被其扎破。就算是在美国中西部这种植物也会因相同的理由被当作是有害物种。

美国皂荚 - Gleditsia triacanthos
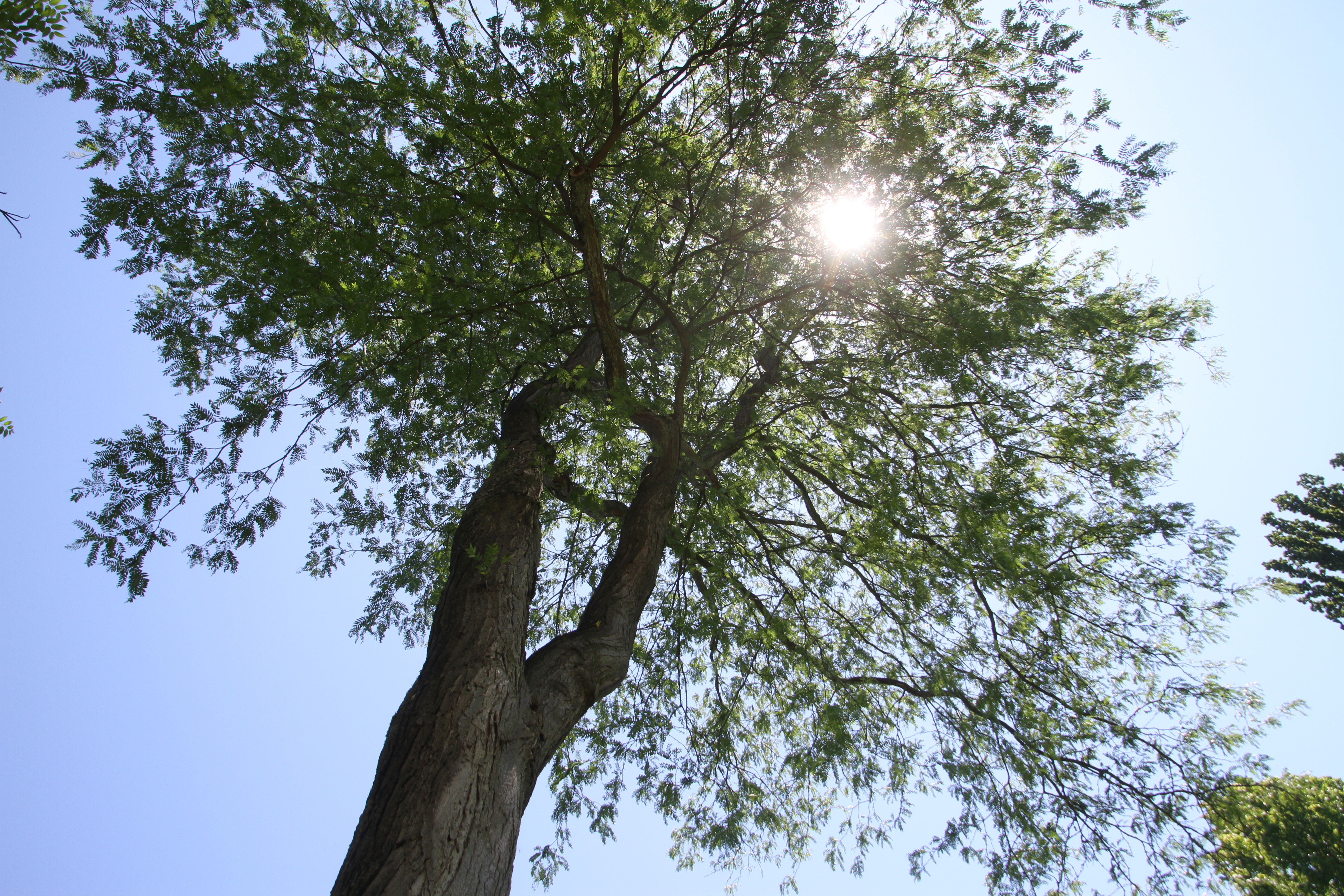
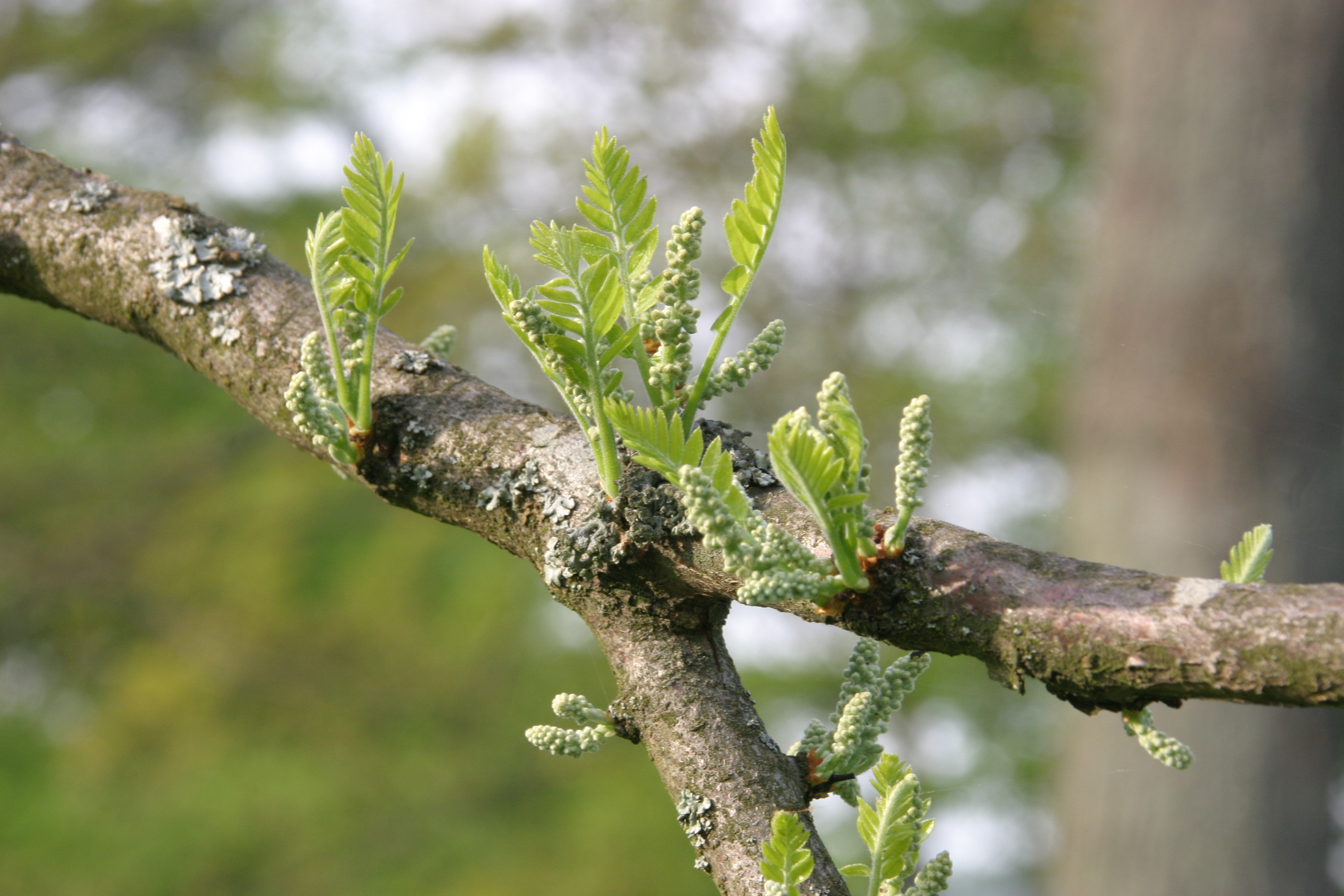
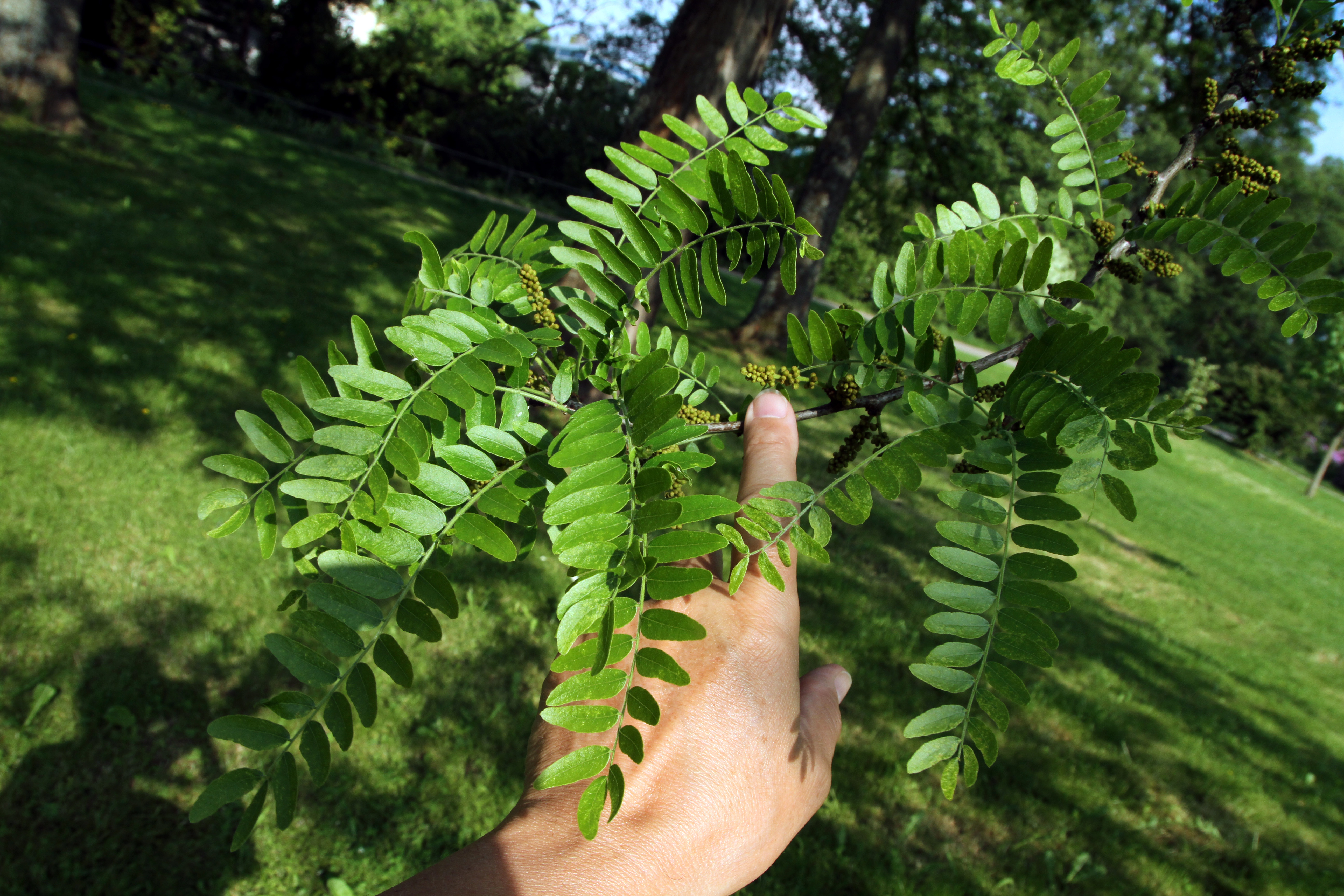
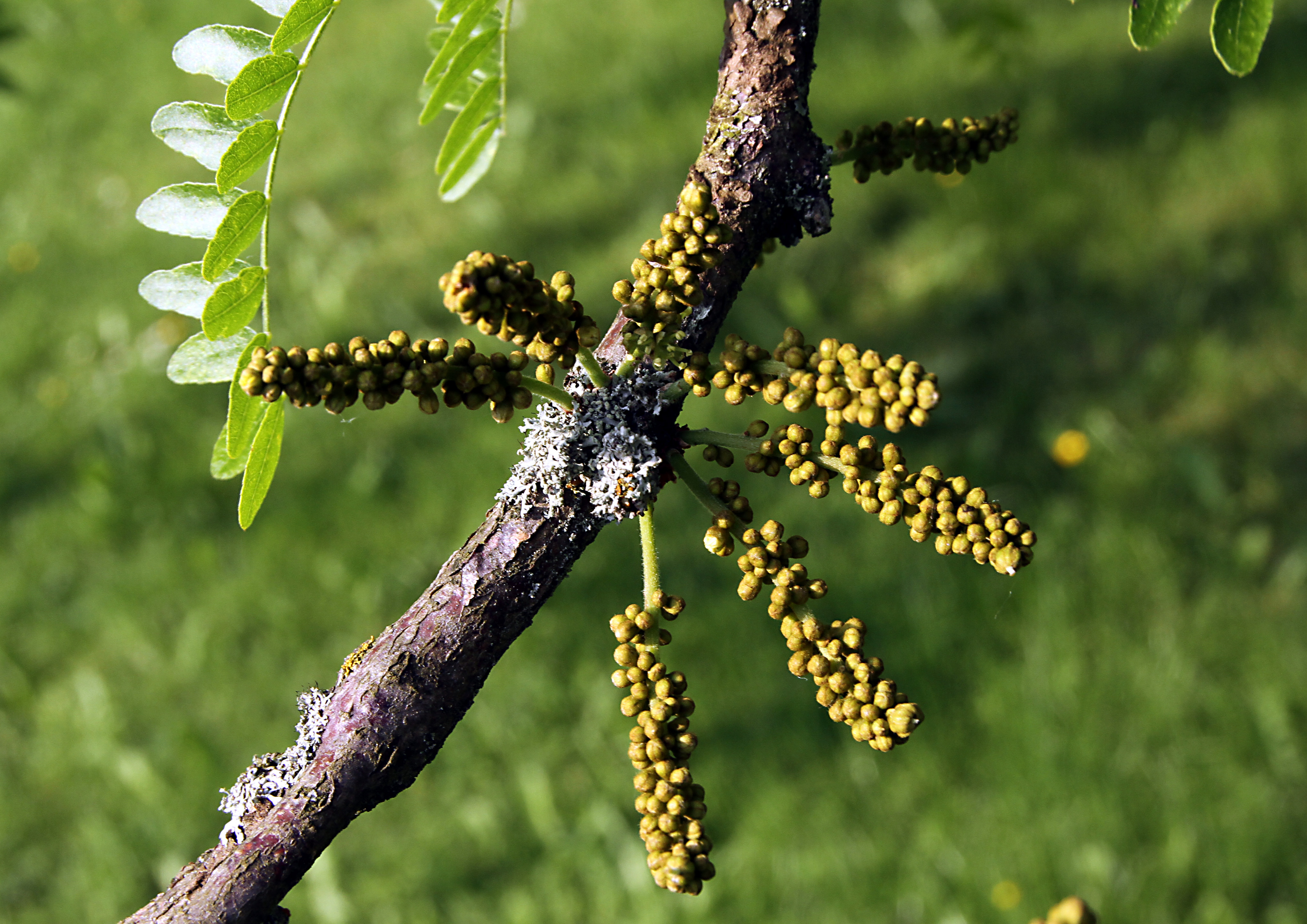
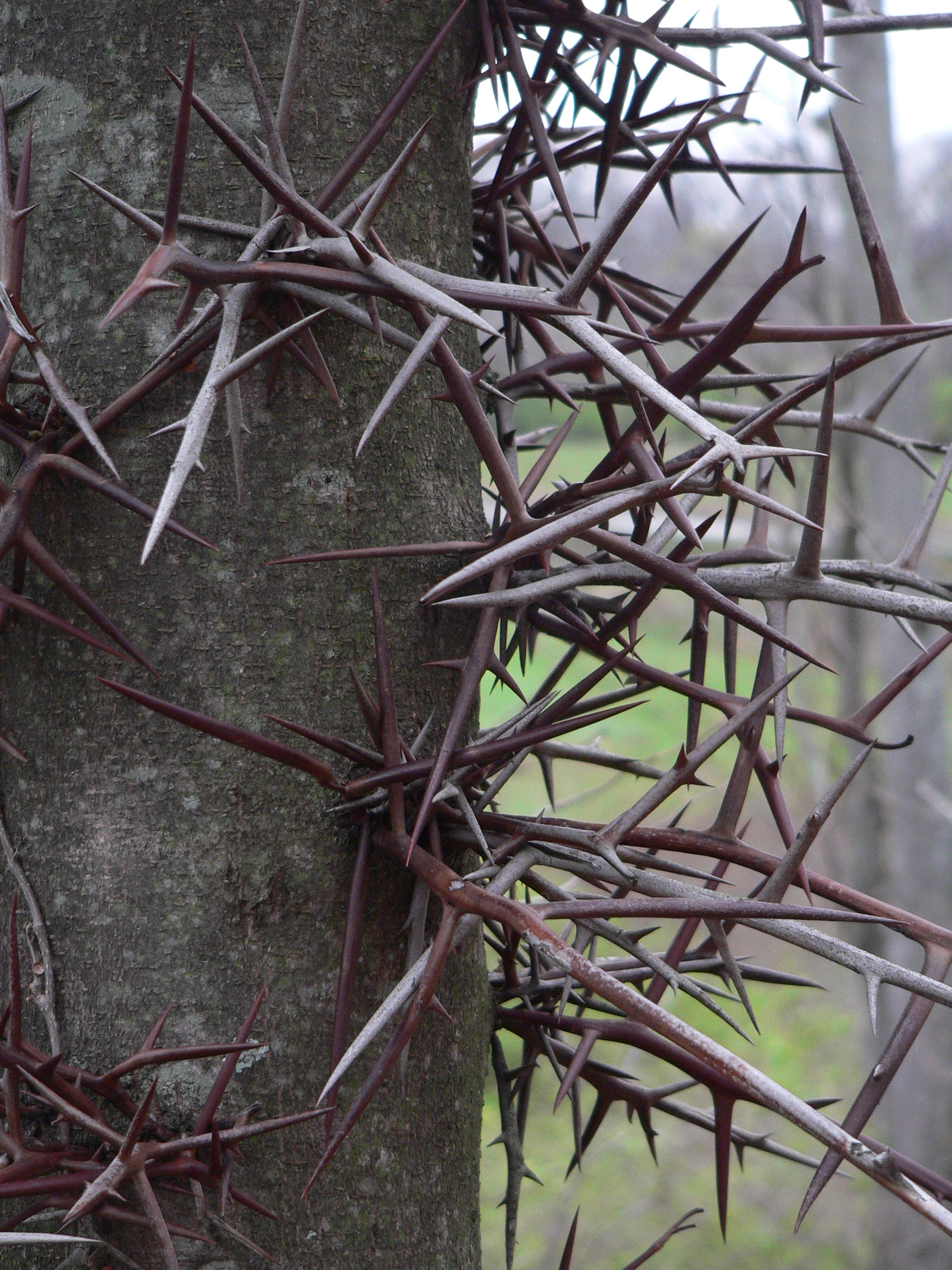
树干上丛生的刺
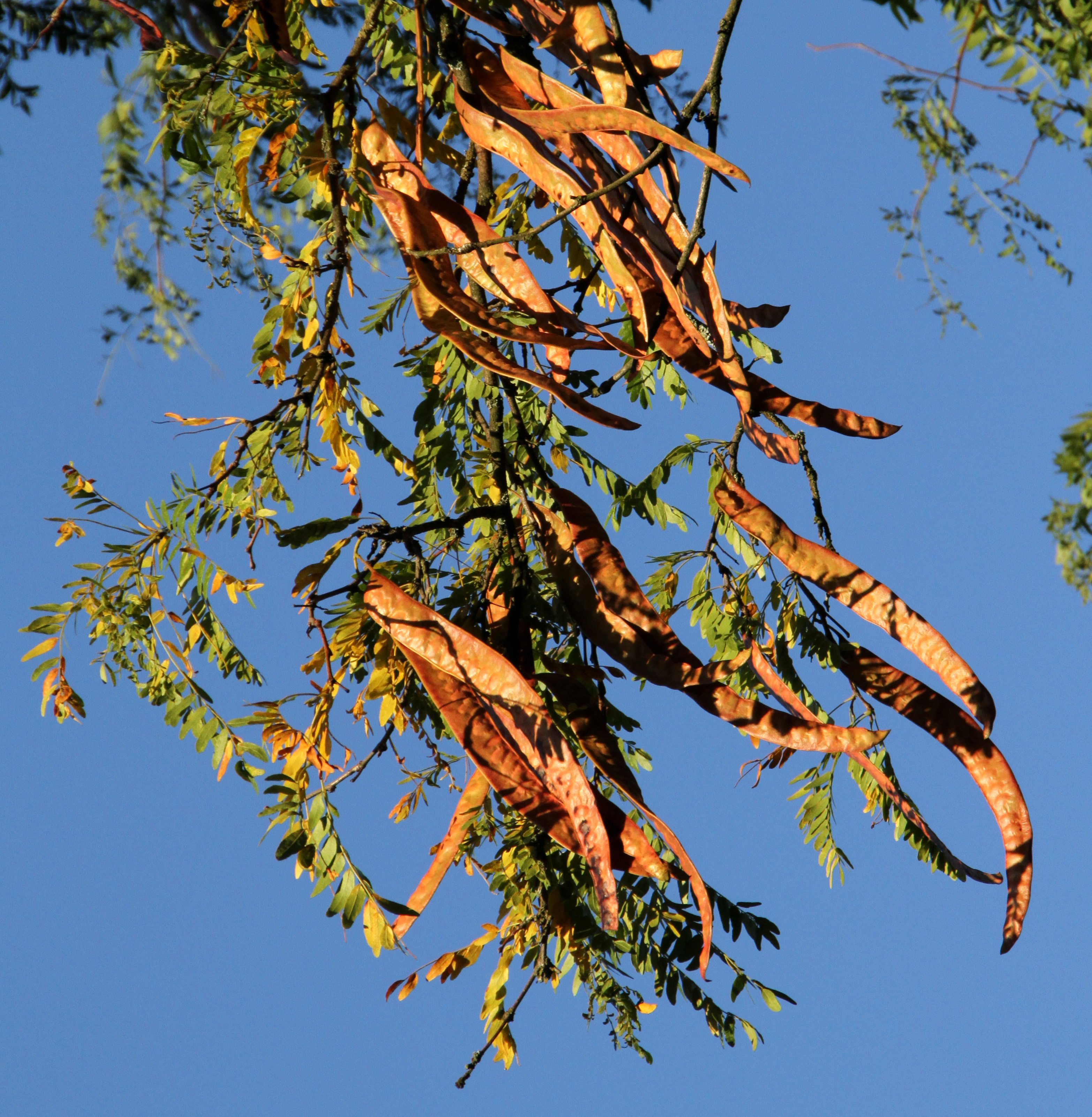
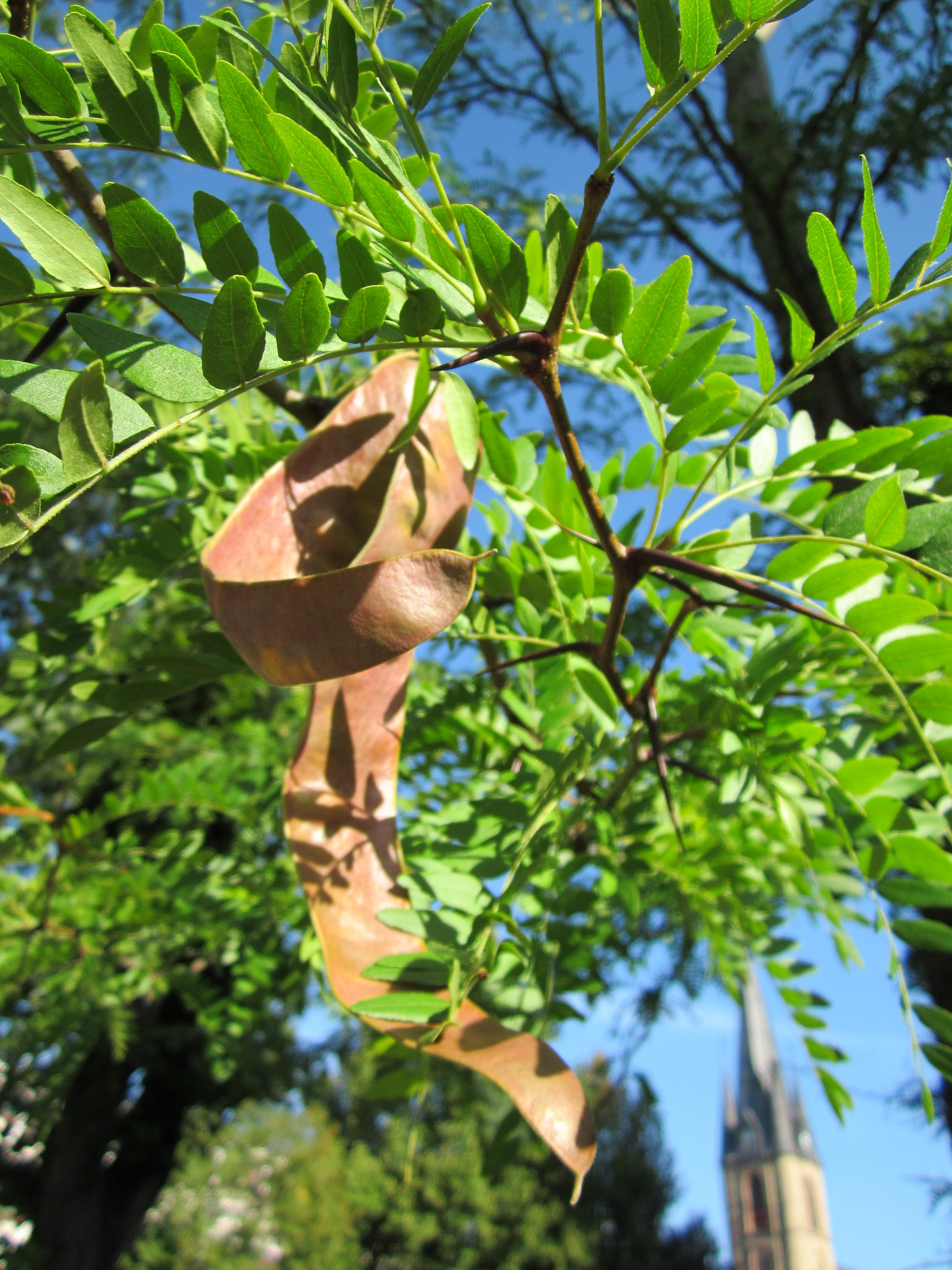
皂荚和刺
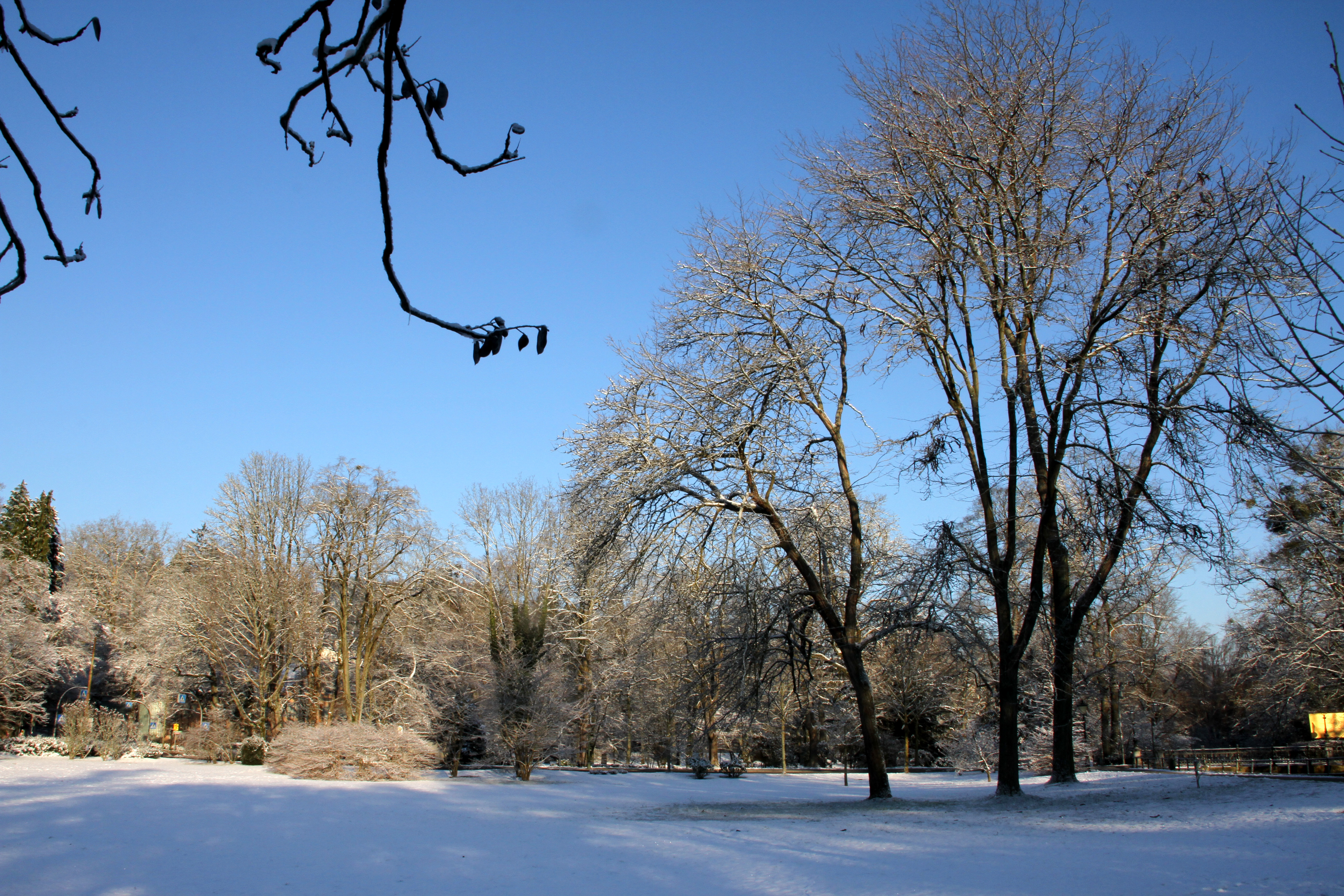
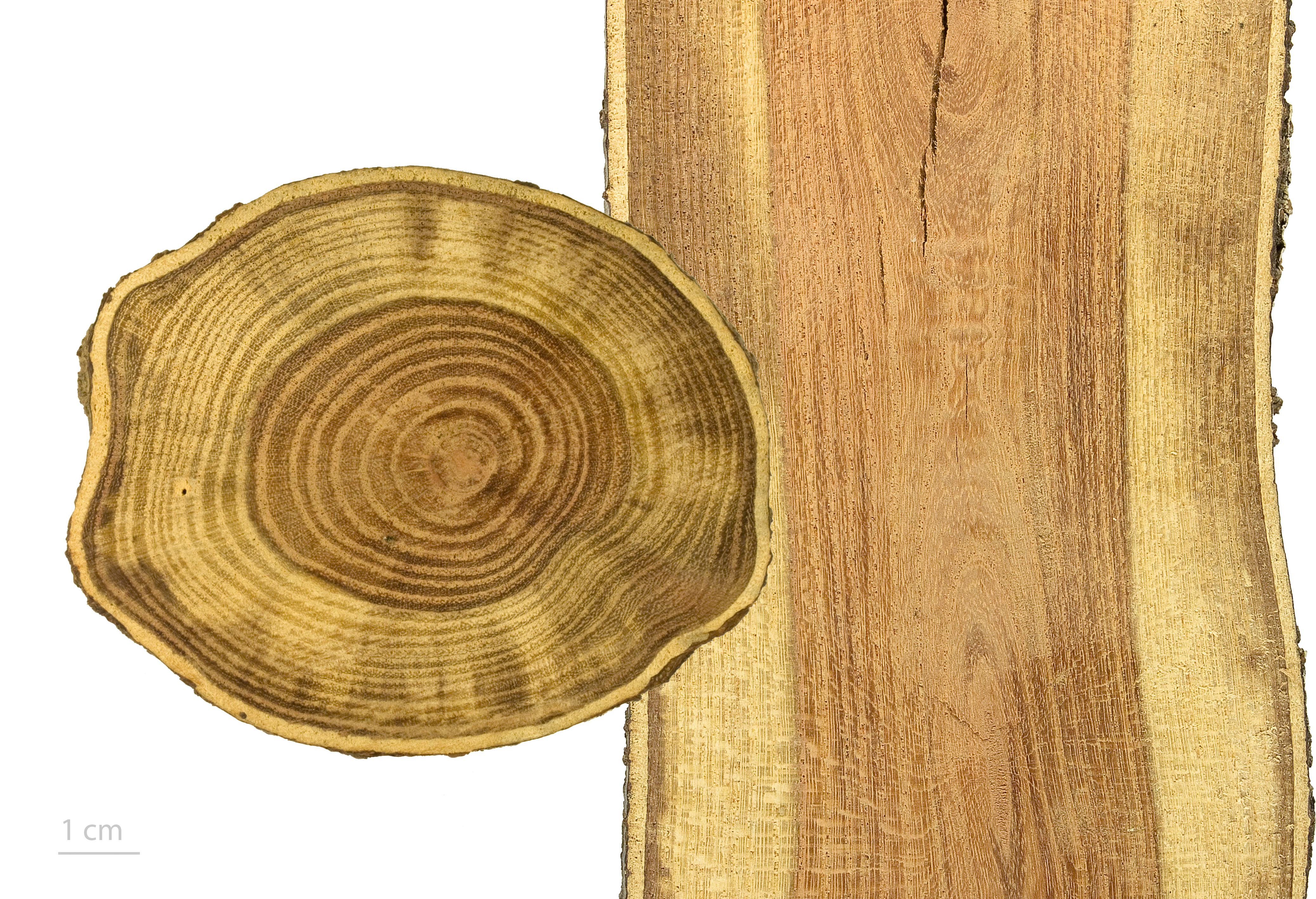
木质部